# DJ Antoine/Diskografie
Diese Diskografie ist eine Übersicht über die musikalischen Werke des Schweizer House-DJs DJ Antoine. Den Schallplattenauszeichnungen zufolge hat er bisher mehr als 2,6 Millionen Tonträger verkauft. Seine erfolgreichsten Veröffentlichungen sind die Singles Welcome to St. Tropez und Ma Chérie mit mehreren Platinauszeichnungen und weltweiten Chartplatzierungen.

## Alben

### Studioalben
| Jahr | Titel                        | Höchstplatzierung, Gesamtwochen, AuszeichnungChartplatzierungen (Jahr, Titel, Platzierungen, Wochen, Auszeichnungen, Anmerkungen) | Höchstplatzierung, Gesamtwochen, AuszeichnungChartplatzierungen (Jahr, Titel, Platzierungen, Wochen, Auszeichnungen, Anmerkungen) | Höchstplatzierung, Gesamtwochen, AuszeichnungChartplatzierungen (Jahr, Titel, Platzierungen, Wochen, Auszeichnungen, Anmerkungen) | Anmerkungen                                                 |
| Jahr | Titel                        | DE | AT | CH | Anmerkungen                                                 |
| ---- | ---------------------------- | --- | --- | --- | ----------------------------------------------------------- |
| 2008 | Stop!                        | — | — | CH4 Gold · (17 Wo.)CH | Erstveröffentlichung: 25. April 2008 Verkäufe: + 15.000     |
| 2008 | 2008                         | — | — | CH2 Gold · (16 Wo.)CH | Erstveröffentlichung: 13. Juni 2008 Verkäufe: + 15.000      |
| 2008 | A Weekend at Hotel Campari   | — | — | CH4 Gold · (10 Wo.)CH | Erstveröffentlichung: 26. September 2008 Verkäufe: + 15.000 |
| 2009 | 2009                         | — | — | CH1 Gold · (21 Wo.)CH | Erstveröffentlichung: 27. März 2009 Verkäufe: + 15.000      |
| 2009 | Superhero?                   | — | — | CH2 (13 Wo.)CH | Erstveröffentlichung: 12. Juni 2009                         |
| 2009 | 17900                        | — | — | CH9 (13 Wo.)CH | Erstveröffentlichung: 13. November 2009                     |
| 2010 | 2010                         | — | — | CH1 (25 Wo.)CH | Erstveröffentlichung: 7. Mai 2010                           |
| 2010 | WOW                          | — | — | CH7 (15 Wo.)CH | Erstveröffentlichung: 5. November 2010                      |
| 2011 | 2011 / Welcome to DJ Antoine | DE8 Gold · (51 Wo.)DE | AT16 (56 Wo.)AT | CH1 Platin · (38 Wo.)CH | Erstveröffentlichung: 27. Mai 2011 Verkäufe: + 200.000      |
| 2013 | 2013 (Sky Is the Limit)      | DE6 Gold · (22 Wo.)DE | AT2 (31 Wo.)AT | CH1 Platin · (40 Wo.)CH | Erstveröffentlichung: 25. Januar 2013 Verkäufe: + 120.000   |
| 2014 | We Are the Party             | DE10 (4 Wo.)DE | AT4 (7 Wo.)AT | CH1 (12 Wo.)CH | Erstveröffentlichung: 29. August 2014                       |
| 2016 | Provocateur                  | DE26 (3 Wo.)DE | AT13 (4 Wo.)AT | CH5 (12 Wo.)CH | Erstveröffentlichung: 18. März 2016                         |
| 2018 | The Time Is Now              | — | — | CH22 (4 Wo.)CH | Erstveröffentlichung: 9. November 2018                      |

### Livealben
| Jahr | Titel              | Höchstplatzierung, Gesamtwochen, AuszeichnungChartplatzierungen (Jahr, Titel, Platzierungen, Wochen, Auszeichnungen, Anmerkungen) | Höchstplatzierung, Gesamtwochen, AuszeichnungChartplatzierungen (Jahr, Titel, Platzierungen, Wochen, Auszeichnungen, Anmerkungen) | Höchstplatzierung, Gesamtwochen, AuszeichnungChartplatzierungen (Jahr, Titel, Platzierungen, Wochen, Auszeichnungen, Anmerkungen) | Anmerkungen                                               |
| Jahr | Titel              | DE | AT | CH | Anmerkungen                                               |
| ---- | ------------------ | --- | --- | --- | --------------------------------------------------------- |
| 2005 | Live in Dubai      | — | — | CH3 (17 Wo.)CH | Erstveröffentlichung: 26. September 2005                  |
| 2006 | Live in St. Tropez | — | — | CH2 (14 Wo.)CH | Erstveröffentlichung: 16. Juni 2006                       |
| 2006 | Live in Moscow     | — | — | CH3 Gold · (16 Wo.)CH | Erstveröffentlichung: 1. Dezember 2006 Verkäufe: + 15.000 |
| 2008 | Live in Bangkok    | — | — | CH14 (13 Wo.)CH | Erstveröffentlichung: 28. November 2008                   |

### Kompilationen
| Jahr | Titel                           | Höchstplatzierung, Gesamtwochen, AuszeichnungChartplatzierungen (Jahr, Titel, Platzierungen, Wochen, Auszeichnungen, Anmerkungen) | Höchstplatzierung, Gesamtwochen, AuszeichnungChartplatzierungen (Jahr, Titel, Platzierungen, Wochen, Auszeichnungen, Anmerkungen) | Höchstplatzierung, Gesamtwochen, AuszeichnungChartplatzierungen (Jahr, Titel, Platzierungen, Wochen, Auszeichnungen, Anmerkungen) | Anmerkungen                                              |
| Jahr | Titel                           | DE | AT | CH | Anmerkungen                                              |
| ---- | ------------------------------- | --- | --- | --- | -------------------------------------------------------- |
| 2000 | Houseworks 01                   | — | — | CH18 (19 Wo.)CH | Erstveröffentlichung: 6. Februar 2000                    |
| 2000 | @mainstation – Mainstation 01   | — | — | CH10 (1 Wo.)CH | Erstveröffentlichung: 25. Juni 2000                      |
| 2002 | DJ Antoine                      | — | — | CH4 Gold · (18 Wo.)CH | Erstveröffentlichung: 6. Februar 2002 Verkäufe: + 20.000 |
| 2002 | Houseworks Presents Ultraviolet | — | — | CH6 (13 Wo.)CH | Erstveröffentlichung: 3. November 2002                   |
| 2003 | Summer Anthems                  | — | — | CH5 (12 Wo.)CH | Erstveröffentlichung: 13. April 2003                     |
| 2004 | 100%                            | — | — | CH6 (13 Wo.)CH | Erstveröffentlichung: 22. März 2004                      |
| 2005 | The Black Album                 | — | — | CH1 (12 Wo.)CH | Erstveröffentlichung: 3. April 2005                      |
| 2008 | Vive la révolution?             | — | — | CH3 (14 Wo.)CH | Erstveröffentlichung: 1. Februar 2008                    |
| 2012 | Platinum Collection             | — | — | CH6 (22 Wo.)CH | Erstveröffentlichung: 2. März 2012                       |

### Remixalben
| Jahr | Titel          | Höchstplatzierung, Gesamtwochen, AuszeichnungChartplatzierungen (Jahr, Titel, Platzierungen, Wochen, Auszeichnungen, Anmerkungen) | Höchstplatzierung, Gesamtwochen, AuszeichnungChartplatzierungen (Jahr, Titel, Platzierungen, Wochen, Auszeichnungen, Anmerkungen) | Höchstplatzierung, Gesamtwochen, AuszeichnungChartplatzierungen (Jahr, Titel, Platzierungen, Wochen, Auszeichnungen, Anmerkungen) | Anmerkungen                                                                  |
| Jahr | Titel          | DE | AT | CH | Anmerkungen                                                                  |
| ---- | -------------- | --- | --- | --- | ---------------------------------------------------------------------------- |
| 2011 | 2011 – Remixed | DE*DE | AT*AT | CH*CH | Erstveröffentlichung: 26. August 2011 * siehe „2011 / Welcome to DJ Antoine“ |
| 2013 | 2013 – Remixed | DE*DE | AT*AT | CH*CH | Erstveröffentlichung: 27. September 2013 * siehe „2013 – Sky Is the Limit“   |
| 2019 | 2019 Megamix   | — | — | CH32 (2 Wo.)CH | Erstveröffentlichung: 21. Juni 2019                                          |

### EPs
| Jahr | Titel Musiklabel                          | Anmerkungen                                  |
| ---- | ----------------------------------------- | -------------------------------------------- |
| 1999 | The Disco Bassline EP Fresh Fruit Records | Erstveröffentlichung: 15. Februar 1999       |
| 2007 | Moscow Dyagilev EP Egoiste Records        | Erstveröffentlichung: 30. April 2007 DJ Vini |

### Weitere Alben
| Jahr | Titel Musiklabel                                         | Anmerkungen                                      |
| ---- | -------------------------------------------------------- | ------------------------------------------------ |
| 1998 | Partysan on the Boat @ Street Parade ’98 DJ Beat Records | Erstveröffentlichung: 17. Juli 1998              |
| 1998 | The Pumpin’ House Mix Fresh Music                        | Erstveröffentlichung: 25. September 1998         |
| 1999 | Partysan 4 / Clubhouse Mix DJ Beat Records               | Erstveröffentlichung: 17. April 1999             |
| 2000 | DJ Antoine @ Rave Park Muve Recordings                   | Erstveröffentlichung: 20. Juni 2000              |
| 2001 | Houseworks #2 Muve Recordings                            | Erstveröffentlichung: 13. März 2001 · CH: Gold   |
| 2001 | DJ Antoine @mainstation – Mainstation 02 Muve Recordings | Erstveröffentlichung: 16. Juli 2001              |
| 2001 | Lake Parade 2001 – Housesessions Muve Recordings         | Erstveröffentlichung: 19. März 2009 mit Solo One |
| 2002 | Lake Parade 2002 – Housesession Muve Recordings          | Erstveröffentlichung: Juni 2002                  |
| 2002 | Mainstation 2002 – Housesession Muve Recordings          | Erstveröffentlichung: September 2002             |
| 2003 | Mainstation 03 – Housesession Muve Recordings            | Erstveröffentlichung: 7. Juli 2003               |
| 2003 | Houseworks 4 – Winter Anthems Muve Recordings            | Erstveröffentlichung: 3. November 2003           |
| 2004 | Mainstation 2004 Muve Recordings                         | Erstveröffentlichung: 21. Juni 2004              |
| 2004 | Houseworks 5 – Housesessions Muve Recordings             | Erstveröffentlichung: 29. November 2004          |
| 2005 | Mainstation 2005 – House Muve Recordings                 | Erstveröffentlichung: 13. Juni 2005              |
| 2006 | Mainstation 2006 Muve Recordings                         | Erstveröffentlichung: 16. Juli 2006              |
| 2006 | Houseworks 6 Makes Me Cum Muve Recordings                | Erstveröffentlichung: 20. Januar 2006            |
| 2007 | Jealousy Clubstar                                        | Erstveröffentlichung: 20. Juli 2007              |
| 2007 | Mainstation 2007 Muve Recordings                         | Erstveröffentlichung: 21. Juli 2007              |

## Singles

### Als Leadmusiker
| Jahr | Titel Album                                     | Höchstplatzierung, Gesamtwochen, AuszeichnungChartplatzierungen (Jahr, Titel, Album, Platzierungen, Wochen, Auszeichnungen, Anmerkungen) | Höchstplatzierung, Gesamtwochen, AuszeichnungChartplatzierungen (Jahr, Titel, Album, Platzierungen, Wochen, Auszeichnungen, Anmerkungen) | Höchstplatzierung, Gesamtwochen, AuszeichnungChartplatzierungen (Jahr, Titel, Album, Platzierungen, Wochen, Auszeichnungen, Anmerkungen) | Anmerkungen                                                                                                  |
| Jahr | Titel Album                                     | DE | AT | CH | Anmerkungen                                                                                                  |
| ---- | ----------------------------------------------- | --- | --- | --- | --- |
| 2001 | Discosensation –                                | — | — | CH70 (3 Wo.)CH | Erstveröffentlichung: 21. Januar 2001 vs. Mad Mark                                                           |
| 2002 | Take It or Leave It DJ Antoine                  | — | — | CH70 (5 Wo.)CH | Erstveröffentlichung: 10. Februar 2002 feat. Eve Gallagher                                                   |
| 2005 | All We Need The Black Album                     | DE84 (3 Wo.)DE | — | CH40 (9 Wo.)CH | Erstveröffentlichung: 21. März 2005 Vocals by Maury                                                          |
| 2007 | This Time Live in Moscow                        | — | — | CH45 (9 Wo.)CH | Erstveröffentlichung: 23. Februar 2007 Vocals by Emanuel Gut                                                 |
| 2008 | Funky Kitchen Club (I’ll Remain) Stop!          | — | — | CH46 (4 Wo.)CH | Erstveröffentlichung: 9. Mai 2008                                                                            |
| 2008 | Stop!                                           | — | — | CH58 (4 Wo.)CH | Erstveröffentlichung: 1. Juni 2008 Vocals by Simon Singh                                                     |
| 2008 | Apologize Stop!                                 | — | — | CH16 (11 Wo.)CH | Erstveröffentlichung: 4. Juli 2008                                                                           |
| 2008 | Can’t Fight This Feeling 2008                   | — | — | CH37 (7 Wo.)CH | Erstveröffentlichung: 29. Juni 2008 vs. Mad Mark                                                             |
| 2008 | Underneath 2008                                 | — | — | CH59 (3 Wo.)CH | Erstveröffentlichung: 4. Juli 2008 Vocals by Manu-L                                                          |
| 2008 | Pump Up the Volume A Weekend at Hotel Campari   | — | — | CH30 (5 Wo.)CH | Erstveröffentlichung: 5. Oktober 2008 vs. Mad Mark                                                           |
| 2008 | December Live in Bangkok                        | — | — | CH65 (4 Wo.)CH | Erstveröffentlichung: 28. Dezember 2008                                                                      |
| 2009 | In My Dreams 2009                               | — | — | CH48 (5 Wo.)CH | Erstveröffentlichung: 29. März 2009 Vocals by Martin Diesen                                                  |
| 2009 | I Promised Myself 2009                          | — | — | CH40 (8 Wo.)CH | Erstveröffentlichung: 26. April 2009                                                                         |
| 2009 | One Day, One Night Superhero?                   | — | — | CH20 (5 Wo.)CH | Erstveröffentlichung: 14. Juni 2009 feat. Mish                                                               |
| 2009 | Every Breath 17900                              | — | AT22 (5 Wo.)AT | CH10 (4 Wo.)CH | Erstveröffentlichung: 22. November 2009 Vocals by Matthew Tasa                                               |
| 2009 | S’Beschte 17900                                 | — | — | CH95 (1 Wo.)CH | Erstveröffentlichung: 6. Dezember 2009 feat. MC Roby Rob                                                     |
| 2011 | Welcome to St. Tropez Welcome to DJ Antoine     | DE3 ×2Doppelplatin · (56 Wo.)DE | AT4 Gold · (48 Wo.)AT | CH2 ×3Dreifachplatin · (53 Wo.)CH | Erstveröffentlichung: 16. Februar 2011 Verkäufe: + 735.000 vs. Timati feat. Kalenna                          |
| 2011 | Sunlight Welcome to DJ Antoine                  | DE85 (4 Wo.)DE | AT51 (1 Wo.)AT | CH10 Gold · (28 Wo.)CH | Erstveröffentlichung: 29. Mai 2011 Verkäufe: + 30.000 feat. Tom Dice                                         |
| 2011 | Ma Chérie Welcome to DJ Antoine                 | DE6 ×5Fünffachgold · (58 Wo.)DE | AT2 (67 Wo.)AT | CH2 ×4Vierfachplatin · (99 Wo.)CH | Erstveröffentlichung: 28. Oktober 2011 Verkäufe: + 960.000 feat. The Beat Shakers & Pitbull; Vocals by Maury |
| 2012 | DJ Antoine Megamix –                            | DE42 (3 Wo.)DE | AT54 (1 Wo.)AT | — | Erstveröffentlichung: 27. Juli 2012 nur als Download veröffentlicht                                          |
| 2012 | Broadway Welcome to DJ Antoine                  | DE94 (2 Wo.)DE | — | — | Erstveröffentlichung: 14. September 2012 vs. Mad Mark; Vocals by Maury                                       |
| 2013 | Bella Vita Sky Is the Limit                     | DE15 Gold · (23 Wo.)DE | AT5 (28 Wo.)AT | CH1 Platin · (29 Wo.)CH | Erstveröffentlichung: 25. Januar 2013 Verkäufe: + 195.000 Vocals by Jenson Vaughan, Craig Smart & TomE       |
| 2013 | Sky Is the Limit                                | DE15 (18 Wo.)DE | AT8 (19 Wo.)AT | CH7 (7 Wo.)CH | Erstveröffentlichung: 15. März 2013 vs. Mad Mark; Vocals by Jenson Vaughan                                   |
| 2013 | House Party Sky Is the Limit                    | DE44 Gold · (7 Wo.)DE | AT22 (27 Wo.)AT | CH40 (2 Wo.)CH | Erstveröffentlichung: 27. September 2013 Verkäufe: + 150.000; vs. Mad Mark feat. B-Case & U-Jean             |
| 2013 | Perfect Day Sky Is the Limit                    | — | — | CH29 (1 Wo.)CH | Keine Single-Veröffentlichung vs. Mad Mark feat. B-Case & Shontelle                                          |
| 2013 | Crazy World Sky Is the Limit                    | — | AT63 (1 Wo.)AT | — | Erstveröffentlichung: 27. Dezember 2013 vs. Mad Mark; Vocals by Craig Smart                                  |
| 2013 | We Will Never Grow Old Sky Is the Limit-Remixed | — | — | CH36* (2 Wo.)CH | *Barnes & Heatcliff Remix vs. Mad Mark                                                                       |
| 2013 | We Are FCB Megamix –                            | — | — | CH63 (1 Wo.)CH | nur als Download; Mash-Up Megamix                                                                            |
| 2014 | Light It Up We Are the Party                    | DE53 (3 Wo.)DE | AT54 (4 Wo.)AT | CH29 (2 Wo.)CH | Erstveröffentlichung: 9. Mai 2014 Vocals by Tebey                                                            |
| 2014 | Go with Your Heart We Are the Party             | — | AT75 (1 Wo.)AT | CH50 (1 Wo.)CH | Erstveröffentlichung: 1. August 2014 vs. Mad Mark feat. Temara Melek & Euro                                  |
| 2014 | We Are the Party                                | — | AT62 (1 Wo.)AT | — | Keine Single-Veröffentlichung vs. Mad Mark feat. X-Stylez & Two-M                                            |
| 2015 | Wild Side We Are the Party                      | — | — | CH56 (4 Wo.)CH | Erstveröffentlichung: 21. November 2014 vs. Mad Mark feat. Jason Walker                                      |
| 2015 | Holiday Provocateur                             | DE18 Gold · (16 Wo.)DE | AT9 (16 Wo.)AT | CH8 (13 Wo.)CH | Erstveröffentlichung: 3. Juli 2015 Verkäufe: + 200.000 feat. Akon                                            |
| 2016 | Thank You Provocateur                           | — | AT75 (1 Wo.)AT | CH42 (8 Wo.)CH | Erstveröffentlichung: 22. Januar 2016                                                                        |
| 2016 | Weekend Love Provocateur                        | DE85 (1 Wo.)DE | AT71 (1 Wo.)AT | CH23 (2 Wo.)CH | Erstveröffentlichung: 18. März 2016 feat. Jay Sean                                                           |
| 2017 | La vie en rose –                                | — | — | CH47 (2 Wo.)CH | Erstveröffentlichung: 28. April 2017 feat. Mohombi                                                           |
| 2017 | I Love Your Smile –                             | — | — | CH95 (1 Wo.)CH | Erstveröffentlichung: 11. August 2017 mit Dizkodude feat. Sibbyl                                             |
| 2018 | El paradiso The Time Is Now                     | — | — | CH81 (1 Wo.)CH | Erstveröffentlichung: 26. Januar 2018 feat. Armando & Jimmi The Dealer                                       |
| 2018 | Ole ole The Time Is Now                         | — | — | CH60 (1 Wo.)CH | Erstveröffentlichung: 6. Mai 2018 feat. Karl Wolf & Fito Blanko                                              |
| 2018 | Yallah Habibi The Time Is Now                   | DE67 (7 Wo.)DE | — | CH36 (3 Wo.)CH | Erstveröffentlichung: 1. Juni 2018 mit Sido & Moe Phoenix                                                    |
| 2019 | Ma chérie –                                     | — | — | CH7 Gold · (5 Wo.)CH | Erstveröffentlichung: 31. Dezember 2019 mit Gölä & Trauffer                                                  |

### Als Gastmusiker
| Jahr | Titel Album                                     | Höchstplatzierung, Gesamtwochen, AuszeichnungChartplatzierungen (Jahr, Titel, Album, Platzierungen, Wochen, Auszeichnungen, Anmerkungen) | Höchstplatzierung, Gesamtwochen, AuszeichnungChartplatzierungen (Jahr, Titel, Album, Platzierungen, Wochen, Auszeichnungen, Anmerkungen) | Höchstplatzierung, Gesamtwochen, AuszeichnungChartplatzierungen (Jahr, Titel, Album, Platzierungen, Wochen, Auszeichnungen, Anmerkungen) | Anmerkungen                                     |
| Jahr | Titel Album                                     | DE | AT | CH | Anmerkungen                                     |
| ---- | ----------------------------------------------- | --- | --- | --- | ----------------------------------------------- |
| 2012 | I’m On You Welcome to DJ Antoine                | DE50 (10 Wo.)DE | — | CH67 (2 Wo.)CH | Timati feat. P. Diddy, DJ Antoine & Dirty Money |
| 2012 | Shake 3x 2011 – Remixed / Welcome to DJ Antoine | DE63 (3 Wo.)DE | AT31 (11 Wo.)AT | — | Rene Rodrigezz vs. DJ Antoine feat. MC Yankoo   |

Weitere Singles
| Jahr | Titel Album                                    | Anmerkungen                                                                                      |
| ---- | ---------------------------------------------- | ------------------------------------------------------------------------------------------------ |
| 1997 | Sound of My Life 100%                          | Erstveröffentlichung: 13. Dezember 1997                                                          |
| 1999 | Do It Stop!                                    | Erstveröffentlichung: 27. September 1999 feat. Juiceppe                                          |
| 1999 | Visit Me DJ Antoine                            | Erstveröffentlichung: 1. Juni 1999                                                               |
| 2000 | Test Pressing Summer Anthems                   | Erstveröffentlichung: 20. März 2000 vs. Intrasoul                                                |
| 2004 | Back & Forth –                                 | Erstveröffentlichung: 3. März 2004 feat. Terri B.                                                |
| 2005 | The Roof (Is on Fire) Summer Anthems           | Erstveröffentlichung: 11. Juli 2005 feat. MC Roby Rob                                            |
| 2008 | C’est la révolution Vive la révolution?        | Erstveröffentlichung: 29. Juni 2008 feat. MC Roby Rob                                            |
| 2008 | Shake It (Move a Little Closer) 2008 –         | Erstveröffentlichung: 31. März 2008 mit Lee Cabrera feat. Alex Cartana vs. Mad Mark & Doc Phat D |
| 2009 | What Did I Say 17900                           | Erstveröffentlichung: 13. November 2009 mit Quentin Mosimann                                     |
| 2010 | To the Top Welcome to DJ Antoine               | Erstveröffentlichung: 8. Oktober 2010 vs. Mr. Mike                                               |
| 2010 | Move On Baby Welcome to DJ Antoine             | Erstveröffentlichung: 15. Oktober 2010                                                           |
| 2015 | #WokeUpLikeThis –                              | Erstveröffentlichung: 15. Mai 2015 feat. Storm                                                   |
| 2016 | London Provocateur                             | Erstveröffentlichung: 27. Mai 2016 mit Timati feat. Grigori Leps                                 |
| 2016 | Walk the Line Provocateur                      | Erstveröffentlichung: 19. August 2016 feat. Jason Walker                                         |
| 2016 | Dancing in the Headlights Provocateur          | Erstveröffentlichung: 2. September 2016 feat. Conor Maynard; Remix-Single                        |
| 2017 | Du und Ig –                                    | Erstveröffentlichung: 14. Juli 2017 Alex Costanzo & ANT1 feat. Simeon                            |
| 2018 | Symphony The Time Is Now                       | Erstveröffentlichung: 28. September 2018 feat. Kidmyn, Armando & Jimmi The Dealer                |
| 2018 | Loved Me Once The Time Is Now                  | Erstveröffentlichung: 7. Dezember 2018 feat. Eric Zayne & Jimmi The Dealer                       |
| 2019 | Good Vibes (Good Feeling) 2019 Megamix         | Erstveröffentlichung: 10. Mai 2019 feat. Craig Smart                                             |
| 2020 | Superstar (DJ Antoine vs. Mad Mark 2k20 Mix) – | Erstveröffentlichung: 17. Januar 2020 mit Tom Novy                                               |

### Remixe
| Jahr | Titel Interpretation    | Höchstplatzierung, Gesamtwochen, AuszeichnungChartplatzierungen (Jahr, Titel, Interpretation, Platzierungen, Wochen, Auszeichnungen, Anmerkungen) | Höchstplatzierung, Gesamtwochen, AuszeichnungChartplatzierungen (Jahr, Titel, Interpretation, Platzierungen, Wochen, Auszeichnungen, Anmerkungen) | Höchstplatzierung, Gesamtwochen, AuszeichnungChartplatzierungen (Jahr, Titel, Interpretation, Platzierungen, Wochen, Auszeichnungen, Anmerkungen) | Anmerkungen                        |
| Jahr | Titel Interpretation    | DE | AT | CH | Anmerkungen                        |
| ---- | ----------------------- | --- | --- | --- | ---------------------------------- |
| 2012 | Infinity 2012 Guru Josh | DE14 (17 Wo.)DE | AT10 (13 Wo.)AT | CH16 (12 Wo.)CH | Erstveröffentlichung: 14. Mai 2012 |

Weitere Remixe
| - 1998: Tatana feat. Caroline Caroli – Summerstorm - 1998: Manuel Mind – We Can’t Get Enough - 1999: Beta Blocker – The Ultimate - 1999: Red & White – Out Of Blue - 2000: TDN – Shame - 2000: DJ Le Blanc – The Ultimate - 2000: DJ Stephen – Words Of Love - 2001: The Disco Boys – Born to Be Alive - 2002: Robin S. – Show Me Love - 2002: Mary J. Blige – Dance for Me - 2002: CR2 – I Believe - 2003: Mambana – Libre - 2004: America – Wake Up - 2005: Roger Sanchez – Turn On the Music - 2005: ATB – Believe in Me - 2005: Major Boys – Sunshine on My Mind - 2006: Mischa Daniëls – Take Me Higher - 2008: Robin S, Steve Angello & Laidback Luke – Show Me Love - 2009: Mad Mark & Ron Carroll – Fly with Me - 2009: Marchi’s Flow vs Love feat. Miss Tia – Feel the Love - 2010: Remady feat. Manu-L – Give Me a Sign - 2010: Timati feat. Snoop Dogg – Groove On | - 2010: Wally Lopez – 7 Days and One Week - 2010: Pitbull – Esta Noche (vs. Clubzound) - 2011: Remady feat. Manu-L & Craig David – Do It On My Own - 2011: Example – Kickstarts - 2011: Wawa & Houseshaker – On My Mind - 2011: Remady feat. Manu-L – The Way We Are - 2012: Guru Josh – Infinity 2012 - 2012: Jenny McKay – Unbreakable - 2012: Die Atzen – Feiern? Okay! - 2012: Timati & La La Land feat. Groya & Timbaland – Not All About the Money - 2012: Timati & J-Son – Match Me - 2012: Kamaliya – Butterflies - 2013: AK Babe – We Don’t Care (Like a Honey Badger) - 2014: The Wanted – Walks Like Rihanna - 2014: Mihai & TomE vs. Lanfranchi – It’s Okay - 2014: Timati feat. Flo Rida – I Don’t Mind - 2015: Nek – Laura Non Cè’ - 2016: Jay Sean & Sean Paul – Make My Love Go - 2017: Smash & Vengerov – Love & Pride - 2017: Gestört aber geil feat. Benne – Repeat - 2018: Ginta – Mais Oui Mais Non - 2018: Massari feat. Afrojack & Beenie Man – Tune In |

## Videoalben
| Jahr | Titel Musiklabel          | Anmerkungen                         |
| ---- | ------------------------- | ----------------------------------- |
| 2009 | Superhero? Phonag Records | Erstveröffentlichung: 12. Juni 2009 |

## Statistik

### Chartauswertung
|                     | DE    | AT    | CH     |
| ------------------- | ----- | ----- | ------ |
| Nummer-eins-Alben   | DE—DE | AT—AT | CH6CH  |
| Top-10-Alben        | DE3DE | AT2AT | CH22CH |
| Alben in den Charts | DE4DE | AT4AT | CH26CH |

|                       | DE     | AT     | CH     |
| --------------------- | ------ | ------ | ------ |
| Nummer-eins-Singles   | DE—DE  | AT—AT  | CH1CH  |
| Top-10-Singles        | DE2DE  | AT4AT  | CH7CH  |
| Singles in den Charts | DE15DE | AT14AT | CH38CH |

### Auszeichnungen für Musikverkäufe
| Goldene Schallplatte - Belgien - 2012: für die Single Sunlight - Dänemark - 2014: für das Streaming Ma chérie - Italien - 2013: für die Single Bella Vita Platin-Schallplatte - Europa (Impala) - 2012: für die Single Ma chérie - Italien - 2012: für die Single Welcome to St. Tropez | 3× Platin-Schallplatte - Italien - 2012: für die Single Ma chérie Diamantene Schallplatte - Europa (Impala) - 2011: für die Single Welcome to St. Tropez - 2012: für das Album Welcome to DJ Antoine |

Anmerkung: Auszeichnungen in Ländern aus den Charttabellen bzw. Chartboxen sind in ebendiesen zu finden.
| Land/RegionAuszeichnungen für Musikverkäufe (Land/Region, Auszeichnungen, Verkäufe, Quellen) | Gold       | Platin       | Diamant     | Verkäufe  | Quellen           |
| -------------------------------------------------------------------------------------------- | ---------- | ------------ | ----------- | --------- | ----------------- |
| Belgien (BRMA)                                                                               | Gold1      | —            | —           | 15.000    | ultratop.be       |
| Dänemark (IFPI)                                                                              | Gold1      | —            | —           | —         | ifpi.dk           |
| Deutschland (BVMI)                                                                           | 6× Gold6   | 4× Platin4   | —           | 1.950.000 | musikindustrie.de |
| Europa (Impala)                                                                              | —          | Platin1      | 2× Diamant2 | (800.000) | Einzelnachweise   |
| Italien (FIMI)                                                                               | Gold1      | 4× Platin4   | —           | 135.000   | fimi.it           |
| Österreich (IFPI)                                                                            | Gold1      | —            | —           | 15.000    | ifpi.at           |
| Schweiz (IFPI)                                                                               | 9× Gold9   | 10× Platin10 | —           | 430.000   | hitparade.ch      |
| Insgesamt                                                                                    | 19× Gold19 | 19× Platin19 | 2× Diamant2 |           |                   |